# オー・ブラザー!
『オー・ブラザー!』（原題: O Brother, Where Art Thou?）は、2000年制作のアメリカ映画。コーエン兄弟制作のコメディ映画。

## 概要
ギリシャの叙事詩『オデュッセイア』を原案に、物語の舞台を1937年のアメリカ合衆国ミシシッピ州の田舎に移した作品である 。映画の主要登場人物となる脱獄囚三人をジョージ・クルーニー、ジョン・タトゥーロ、ティム・ブレイク・ネルソンが演じている。
原題の O Brother, Where Art Thou?は、1941年に公開された映画『サリヴァンの旅』で、主人公である映画監督が作ろうとしていた映画 O Brother, Where Art Thou?からとられている。
映画は2000年12月22日に全米公開。北アメリカで約4500万ドル、それ以外で約2600万ドルの興行収入を挙げた。当時のコーエン兄弟にとって、最大のヒット作となった（2007年に公開された『ノーカントリー』が更新）。
作中にはカントリー、ブルース、ゴスペル、ブルーグラス等のアメリカン・ルーツ・ミュージックが多数使用されている。T＝ボーン・バーネットがプロデュースした本作品のサウンドトラックは大ヒットを記録。全米で700万枚を超える売上を挙げ、2002年度のグラミー賞最優秀アルバム賞に選ばれた。
ジョージ・クルーニーが2000年度のゴールデングローブ賞主演男優賞（ミュージカル・コメディ部門）を受賞。同年度のアカデミー賞では撮影賞と脚色賞の2部門で候補になったが、受賞には至らなかった。

## ストーリー
大恐慌に喘ぐ1930年代のアメリカ南部。ミシシッピ州で服役する詐欺師のエヴェレットは、共に鎖でつながれた囚人ピートとデルマーと共に脱獄を図る。
三人が目指すのは、昔エヴェレットが埋めたという120万ドルの大金。だが、その隠し場所は人造湖建設の予定地であり、あと4日で水没する運命にあった。目標に向かって邁進する三人は、旅の途中で様々な人物と出会う。

## キャスト
| 役名                                 | 俳優                       | 日本語吹替 |
| ------------------------------------ | -------------------------- | ---------- |
| ユリシーズ・エヴェレット・マッギル   | ジョージ・クルーニー       | 小山力也   |
| ビート                               | ジョン・タトゥーロ         | 井上倫宏   |
| デルマー                             | ティム・ブレイク・ネルソン | 檀臣幸     |
| ビッグ・ダン・ティーグ               | ジョン・グッドマン         | 谷口節     |
| ペニー                               | ホリー・ハンター           | 唐沢潤     |
| トミー・ジョンソン                   | クリス・トーマス・キング   | 桜井敏治   |
| パピー・オダニエル                   | チャールズ・ダーニング     | 富田耕生   |
| ジュニア                             | デル・ペンテコスト         | 木村雅史   |
| ジョージ・“ベビーフェイス”・ネルソン | マイケル・バダルコ         | 多田野曜平 |
| ホーマー・ストークス候補             | ウェイン・デュヴァル       | 廣田行生   |
| ウォッシュ                           | フランク・コリソン         | 吉田浩二   |
| 少年                                 | クイン・ガサウェイ         | 山門久美   |